# Erich Wasmann

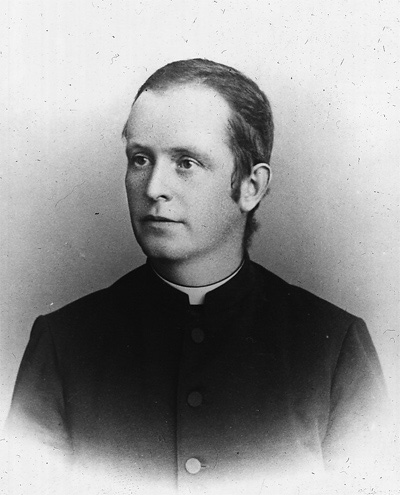
Erich Wasmann

Erich Wasmann (Meran (destijds Keizerrijk Oostenrijk, tegenwoordig Italië), 29 mei 1859 – Valkenburg, 27 februari 1931) was een Oostenrijkse entomoloog en pater die behoorde tot de orde van de jezuïeten. Hij was de zoon van Friedrich Wasmann, een Duitse kunstschilder uit de Biedermeierperiode.
Insectenkundige Wasmann staat bekend om zijn beschrijving van een verschijnsel dat 'Wasmanniaanse Mimicry' of 'Wasmanniaanse Nabootsing' (Engels: Wasmannian Mimicry) wordt genoemd. Bij Wasmanniaanse nabootsing is het nagebootste voorbeeld of model een dier waarmee het nabootsende dier samenleeft, bijvoorbeeld als gast in een kolonie van mieren, termieten of kevers.

## Verzameling
Wasmann werd geboren in 1859, het jaar waarin de Engelse natuuronderzoeker Charles Darwin zijn The Origin of Species publiceerde. In 1872 trad hij toe tot de orde van de jezuïeten.
Hij leed aan tuberculose en moest daarom veel in de buitenlucht verblijven. Dat bracht hem ertoe het leven van de mieren en in een later stadium ook dat van de termieten te onderzoeken. Hoewel hij na zijn eerste publicatie 'keverpater' werd genoemd, leverden de 289 volgende publicaties hem de naam 'mierenpater' op.
Het verzamelen van mieren was niet zijn eigenlijke doel. Wasmann was vooral geïnteresseerd in de andere bewoners van mierennesten: de mierengasten. Hij was een pionier op dit gebied en kon, geholpen door een netwerk van voor hem in het buitenland verzamelende paters, een unieke verzameling aanleggen van kevers, vlinders, mijten, wantsen en bladluizen die in mieren- en termietennesten leefden. De verzameling omvat naast ruim duizend soorten mieren meer dan tweehonderd soorten termieten en meer dan tweeduizend soorten mierengasten. Hiervan kon Wasmann er 933 als nieuwe soort beschrijven. De meeste exemplaren zijn droog geconserveerd maar een deel wordt in alcohol bewaard.

### Evolutietheorie
Bij zijn onderzoek stuitte Wasmann op het vraagstuk van het ontstaan van de meestal zeer gespecialiseerde mierengasten. Het was bijzonder dat Wasmann, hoewel de Kerk de evolutietheorie van Darwin niet algemeen aanvaard had, deze theorie wel accepteerde. Hij verschilde daarin van veel tijd- en geloofsgenoten.
Als katholiek theïstisch evolutionist was Wasmann net als zijn ordegenoot Pierre Teilhard de Chardin van mening dat de evolutietheorie met de geloofsleer van de Rooms-Katholieke Kerk in overeenstemming kon worden gebracht en bestreed hij het inzetten van de evolutietheorie tegen het christelijk geloof zoals Ernst Haeckel (1834-1919) dat voorstond, de Duitse zoöloog en filosoof die als eerste het werk van Darwin in Duitsland bekend maakte. Met Haeckel voerde hij een langdurige strijd over het filosofisch-religieuze begrip monisme. Uitgaande van een monistische natuurfilosofie verdedigde Haeckel een pantheïstische wereldbeschouwing waartegen Wasmann zich verzette; hij schreef er een boek over getiteld Haeckels Monismus - eine Kulturgefahr (1919).

## Mierencollectie

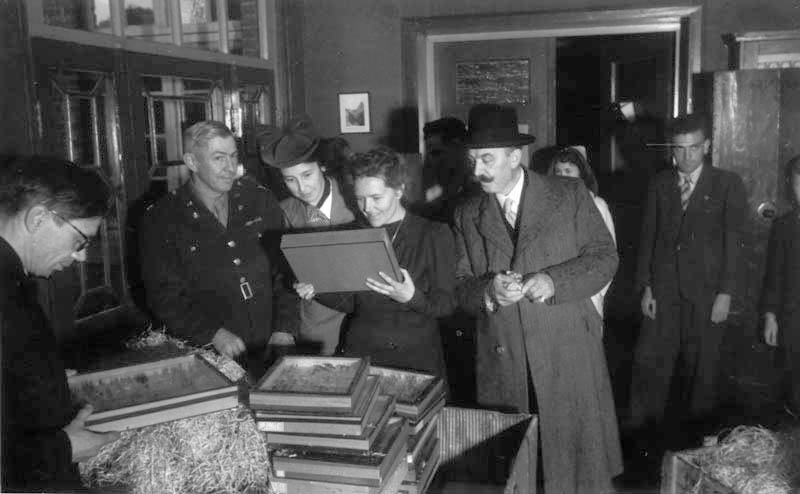
Terugkeer van de mierencollectie in 1945

De mierencollectie van pater Wasmann werd tijdens de oorlogsjaren heen en weer geschoven tussen Berlijn en Maastricht. Prof. dr. Hans Bischoff bracht de collectie in 1943 naar Berlijn en in september 1945 bracht de Amerikaanse majoor Baily de collectie terug naar Maastricht.
In 1964, drie jaar na het honderdjarig bestaan van het Natuurhistorisch Genootschap Maastricht, kocht het Natuurhistorisch Museum Maastricht de mierencollectie.

## Publicaties (selectie )
- Der christliche Monismus. Zeitgemässe Betrachtungen über christliche Glaubenswahrheiten, Freiburg im Breisgau : Herder, 1920
- Haeckels Monismus - eine Kulturgefahr, 1919
- Die hl. [heilige] Hildegard von Bingen als Naturforscherin, Kempten: J. Kösel, 1914
- Wie man die Entwicklungstheorie missbraucht, München: Verlag Kultur und Natur 1913
- Menschen- und Tierseele, Köln: Bachem 1910
- Die moderne Biologie und die Entwicklungstheorie, 2e druk, Freiburg im Breisgau: Herder, 1904
- Vergleichende Studien über das Seelenleben der Ameisen und der höhern Thiere, Freiburg im Breisgau : Herder, 1898
- Instinct und Intelligenz im Thierreich. Ein kritischer Beitrag zur modernen Thierpsychologie, Freiburg im Breisgau: Herder, 1897